# Live from Texas
Live From Texas é um DVD ao vivo do ZZ Top. Foi gravado em 1 de Novembro de 2007 no Nokia Theatre no estado do Texas e lançado em 24 de Junho de 2008 pela Eagle Rock Records. Também um CD foi lançado em 28 de Outubro na Europa e 4 de Novembro de 2008 nos Estados Unidos.

## Faixas do DVD
Todas as faixas por Billy Gibbons, Dusty Hill e Frank Beard. Exceto onde anotada.
1. "Got Me Under Pressure"
2. "Waitin' for the Bus" (Billy Gibbons, Dusty Hill)
3. "Jesus Just Left Chicago"
4. "I'm Bad, I'm Nationwide"
5. "Pincushion"
6. "Cheap Sunglasses"
7. "Pearl Necklace"
8. "Heard It on the X"
9. "Just Got Paid" (Billy Gibbons, Bill Ham)
10. "Rough Boy"
11. "Blue Jean Blues"
12. "Gimme All Your Lovin'"
13. "Sharp Dressed Man"
14. "Legs"
15. "Tube Snake Boogie"
16. "La Grange"
17. "Tush"

## Faixas do CD
Todas as faixas do DVD original inclui no CD, exceto a "Heard It on the X".
Todas as faixas por Billy Gibbons, Dusty Hill e Frank Beard. Exceto onde anotada.
1. "Got Me Under Pressure"
2. "Waitin' for the Bus" (Billy Gibbons, Dusty Hill)
3. "Jesus Just Left Chicago"
4. "I'm Bad, I'm Nationwide"
5. "Cheap Sunglasses"
6. "Pearl Necklace"
7. "Just Got Paid" (Billy Gibbons, Bill Ham)
8. "Rough Boy"
9. "Blues Intro"
10. "Blue Jean Blues"
11. "Gimme All Your Lovin'"
12. "Sharp Dressed Man"
13. "Legs"
14. "Tube Snake Boogie"
15. "La Grange"
16. "Tush"

## Banda
- Billy Gibbons: Guitarra e vocal
- Dusty Hill: Baixo
- Frank Beard: bateria